# سیارک ۱۹۴۵۷
سیارک ۱۹۴۵۷ (به انگلیسی: 19457 Robcastillo، نامگذاری:1998HE6) نوزده هزار و چهارصد و پنجاه و هفتمین سیارک کشف شده‌است که در ۲۱ آوریل ۱۹۹۸ کشف شد.
قدر مطلق سیارک برابر ۲۳.۴ است.